# Мартьянова, Нина Афанасьевна
Нина Афанасьевна Мартьянова (род. 16.08.1942) — бригадир отделочников строителей строительно-монтажного управления треста «Камчатсельстрой», Камчатская область, полный кавалер ордена Трудовой Славы (1991).

## Биография
Родилась 16 августа 1942 года в селе Пущино ныне Мильковского района Камчатского края в семье рабочего. Русская. В 1945 году семья переехала в Елизовский район.
Трудовую деятельность начала в 1956 году подсобной рабочей в Елизовской райстройконторе. В 1958 году на базе этого предприятия было организовано Елизовское СМУ. Со временем освоила специальность маляра, а затем стала бригадиром. В 1967 году Елизовское СМУ было реорганизовано в СПМК-654 треста «Камчатсксельстрой». В этой организации проработала до выхода на пенсию. За весь период трудовой деятельности бригада под руководством Мартьяновой принимала активное участие во всех всесоюзных социалистических соревнованиях. В 1980 году фамилия Мартьяновой занесена на Доску почёта ВДНХ.
Указами Президиума Верховного Совета СССР от 21 апреля 1975 года и 13 августа 1986 года Мартьянова Нина Афанасьевна награждена орденами Трудовой славы 3-й и 2-й степеней.
Указом Президента СССР от 21 декабря 1991 года Мартьянова Нина Афанасьевна награждена орденами Трудовой славы 1-й степеней. Стала полным кавалером ордена Трудовой Славы.
В 1993 году вышла на заслуженный отдых.
Воспитала дочь и сына, активно участвует в мероприятиях города и вносит  большой вклад в дело патриотического воспитания детей и молодежи.
Живет в городе Елизово.
Почётный гражданин Елизовского района (2013).

## Награды
Награждена орденами Трудовой Славы 1-й, 2-й, 3-й степеней:
3 ст. 12.04.1975 № 85470
2 ст. 13.08.1986 № 31214
1 ст. 12.12.1991 № 982
- медалями, в том числе медалями ВДНХ СССР, знаками «Ударник пятилетки», «Победитель социалистического соревнования»»[1].